# Пшибрадз
Пшибрадз (пол. Przybradz) — село в Польщі, у гміні Вепш Вадовицького повіту Малопольського воєводства.
Населення — 988 осіб (2011).

## Історія
У 1975-1998 роках село належало до Бельського воєводства, підпорядковувалося районній адміністрації у Вадовицях.

## Демографія
Демографічна структура станом на 31 березня 2011 року:
|          | Загалом | Допрацездатний вік | Працездатний вік | Постпрацездатний вік |
| -------- | ------- | ------------------ | ---------------- | -------------------- |
| Чоловіки | 522     | 112                | 364              | 46                   |
| Жінки    | 466     | 114                | 265              | 87                   |
| Разом    | 988     | 226                | 629              | 133                  |